# Hibberdiales
A Hibberdiales a sárgamoszatok (Chrysophyceae) egyik rendje. Nemzetségei a Chromophyton, a Hibberdia, a Lagynion, a Kremastochrysis és a Kremastochrysopsis.

## Történet
Típusfaját, a Hibberdia magnát J. H. Belcher írta le 1974-ben Chrysosphaera magna néven.
A rendet először Robert A. Andersen írta le 1989-ben, és javasolta a Chrysosphaera magna átnevezését Hibberdia magna névre. A Kremastochrysopsis 2019-ig egy ismert fajjal rendelkezett, amikor is Remias, Procházková és Robert A. Andersen további 2-t felfedezett

## Élőhely
Legtöbb fajuk folyó- vagy állóvízben, a Kremastochrysopsis austriaca hóban él, és az olvadó hóban virágzásokat okozó többi ismert sárgamoszatnak nem közeli rokona.

## Életmód
Elsődlegesen és feltehetően tisztán fotoszintetikusak.

## Morfológia
Vegetatív sejtjeinek egy kloroplasztisza van, és nincs sejtfala. Fénymikroszkóppal egy ostoruk látható, de valójában két ostoruk van.
A Bitrichia páncélja mintegy 7,5 μm átmérőjű szilikáttartalmú gömb általában 3 vagy 4, ritkábban 2 vagy 5 egyenlő hosszú – általában 25–32 μm – egyenes terminális tüskével.

## Filogenetika
A Chromulinales testvérrendje, e két rend az Ochromonadalesszel és a Synuralesszel 4 rendű kládot alkot. A 18S rRNS-filogenetika alátámasztja e három rend rokonságát.